# Pierre-Olivier Walzer
Pierre-Olivier Walzer (* 4. Januar 1915 in Porrentruy; † 26. November 2000 in Bern) war ein Schweizer Schriftsteller,  Romanist und Literaturwissenschaftler.

## Leben und Wirken
Walzer war der Sohn des Uhrensteinfabrikanten Alfred Walzer und der Lehrerin Jeanne Walzer geb. Jolissaint. Er besucht das Progymnasium und das Gymnasium der Kantonsschule Pruntrut. Nach der Matura 1933 folgten Studien (Literatur, Latein, Griechisch und Französisch) an der Universität Lausanne, an der Pariser Universität (Sorbonne) und der École pratique des Hautes Etudes (wo er 1939 ein Diplom erlangte) sowie in Freiburg i. Ü. Während des Zweiten Weltkriegs wurde er von 1939 bis 1941 zum Militärdienst eingezogen. 1942 wirkte er als Assistenzprofessor im Hochschullager für polnische internierte Soldaten in Freiburg i. Ü. und unterrichtete anschließend als Lehrer an einem Gymnasium in Bern und an der Kantonsschule in Pruntrut.
1949 wurde er an der Universität Lausanne 1949 mit der Arbeit Paul-Jean Toulet. L'œuvre. L'écrivain (Paris 1949) zum Dr. Phil. promoviert. Ab 1950 war er Privatdozent an der  Universität Bern. Dort habilitierte er sich 1951 mit der Arbeit La poésie de Valéry (Genf 1953, 1966, 2011) und lehrte ebenda von 1955 bis 1985 als ordentlicher Professor für Französische Literatur. Von 1959 bis 1960 war er zudem Dekan der philosophisch-historischen Fakultät.
Walzer gründete gemeinsam mit Roger Schaffter und Jean Cuttat den Verlag Portes de France, in dem in den Jahren von 1942 bis 1948 über 100 Werke erschienen.
Walzer war seit 1944 mit Simone Meyer verheiratet, mit der er zwei Töchter hatte. Er starb im November 2000 in Bern und wurde in Pruntrut beerdigt.

## Mitgliedschaften und Funktionen
- ab 1968: Mitglied des Vorstandskomitees von Pro Helvetia[2]

- 1974–1980: Präsident der Schweizerischen Schillerstiftung[2]
- 1962–1971: Präsident des Jurassischen Instituts der Wissenschaften, Literatur und Künste (sowie Beteiligung an der Gründung im Jahr 1950)[2]
- 1979–1985: Präsident der Kommission für französischsprachige Literatur des Kantons Bern[2]

## Preise und Ehrungen
- 1954: Prix de littérature pyrénéenne der Académie des Lettres pyrénéennes
- 1964: Ritter des Ordre des Arts et des Lettres
- 1982: Grand Prix culturel de la République et Canton du Jura (heute:  Prix des Arts, des Lettres et des Sciences)
- 1982: Ritter der Ehrenlegion

Quelle:

## Publikationen (Auswahl)
- P.-J. Toulet. Collection Poètes d'aujourd'hui Nr. 42, Seghers, Paris 1954.
- Essai sur Mallarmé. Seghers, Paris 1963 (und 1973, 1988).
- La Révolution des Sept (Lautréamont, Mallarmé, Rimbaud, Corbière, Cros, Nouveau, Laforgue). A la Baconnière, Neuchâtel 1970.
- Le XXe siècle I. 1896-1920. Paris 1975 (Littérature française, hrsg. von Claude Pichois, 16 Bde., Paris 1968-1978, Bd. 15).
- Paul-Jean Toulet. Lyon 1987.
- Vie des saints du Jura. Lausanne 1990.
- Approches I. Nouveau; Toulet, Colette, Cendrars, Apollinaire, Breton. H. Champion, Paris 1993.
- Vies de Charles-Albert Cingria. 3 Bde., Lausanne 1993–1997.
- Approches II. Mallarmé, Valéry. Paris 1995.
- Galerie romande. (Schriftstellerporträts), Lausanne 2000.

### Autobiografische Werke
- Les poils du côté de la fenêtre. Petit traité de discipline militaire. Genf 1994.
- Humanités provinciales. Lausanne 1999.

### Als Herausgeber
- Werner Renfer. Œuvres. 3 Bde., Porrentruy 1958.
- Lexikon der Schweizer Literaturen. Basel 1991.
- Anthologie jurassienne. 2 Bde., Porrentruy 1964–1965.
- Germain Nouveau und Lautréamont. Œuvres complètes, Paris 1970 (Bibliothèque de la Pléiade)
- mit Jacques Lovichi: Dossier Germain Nouveau. Neuchâtel 1970.
- mit Louis Forestier: Charles Cros und Tristan Corbière. Œuvres complètes, Paris 1970 (Bibliothèque de la Pléiade).
- Apollinaire. Les actes de la Journée Apollinaire. Université de Berne 1981, Fribourg 1983.
- mit Maryke de Courten, Jean-Louis Debauve, Daniel Grojnowski, Pascal Pia: Jules Laforgue. Œuvres complètes, 3 Bde., Lausanne 1986–1995.